# Neues Glück
Neues Glück – drugi singel z albumu zatytułowanego Sängerkrieg folk metalowego zespołu In Extremo.

## Lista utworów
1. Neues Glück (Resetti Mix)
2. Neues Glück (Album version)
3. Das bittere Geschenk
4. En esta noche (The Oz Mix)
5. Neues Glück (Oli Pinelli Remix)